# Evolvulus lithospermoides
Evolvulus lithospermoides är en vindeväxtart som beskrevs av Carl Friedrich Philipp von Martius. Evolvulus lithospermoides ingår i släktet Evolvulus och familjen vindeväxter. Utöver nominatformen finns också underarten E. l. martii.